# Santa Maria de la Quar
Santa Maria de la Quar és una església que hi ha al municipi de la Quar, al Berguedà. Ha estat catalogada com a patrimoni immoble al mapa de patrimoni de la Generalitat de Catalunya amb el número 3528. És un edifici de l'edat moderna.

## Descripció i característiques
Santa Maria de la Quar és un edifici religiós d'una sola nau amb capelles laterals i amb un espaiós cambril. El campanar és obra del segle xvi i durant aquesta època l'entrada principal fou traslladada de ponent a llevant. Propera a l'església - santuari hi ha la casa rectoral i la casa dels ermitans. Queden pocs vestigis de la primera església romànica de Santa Maria de la Quar. La talla romànica de la Mare de Déu de La Quar, del segle XII-XIII, es guarda a l'església parroquial de Sant Maurici.

## Història

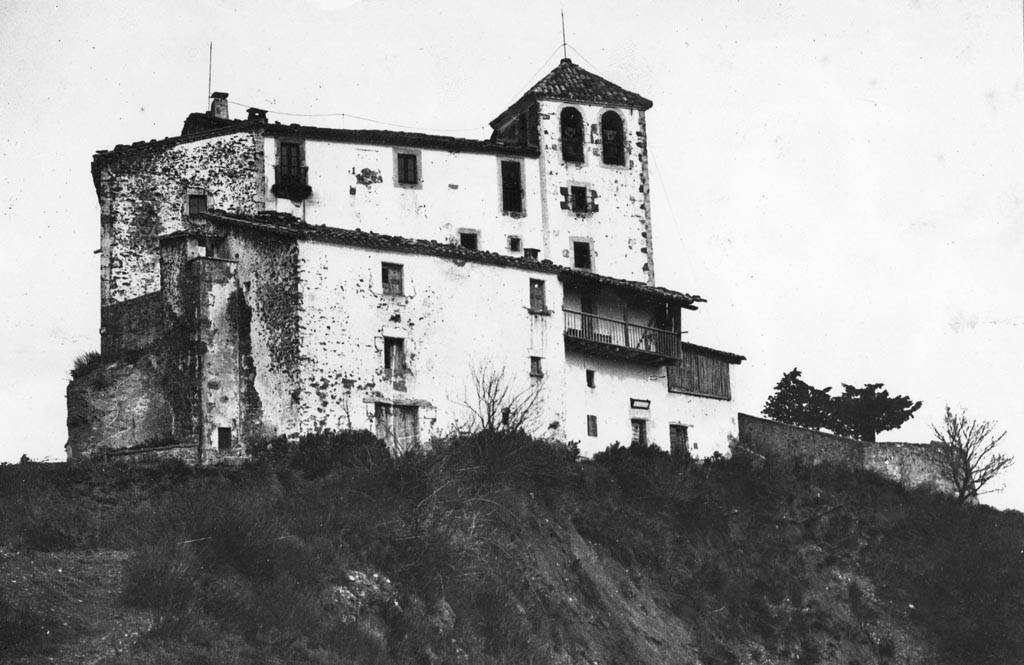
Santuari de la Quar en una imatge d'entre 1890 i 1923

La primitiva església de Santa Maria de la Quar és esmentada a l'acta de Consagració de la Seu d'Urgell amb el nom de "Illa Corre". L'església fou consagrada pel bisbe Nantigis de la Seu d'Urgell l'any 899-900, establint-hi un ampli territori sota la seva dependència: des de la riera de Merlès al riu Borredà, fins a les serres veïnes de Mascaró, Montsent i Quadres. La fundació del monestir de la Portella desbancà a l'església de la Quar com a centre espiritual de la zona. Des d'aquell moment, els monjos s'encarregaren de l'església i de la seva administració. L'església romànica fou totalment renovada a partir del segle xvi i avui ben poca cosa en resta.